# Helden wie wir (Film)
Helden wie wir ist eine deutsche Filmkomödie aus dem Jahr 1999. Es ist eine Literaturverfilmung des gleichnamigen Romans von Thomas Brussig aus dem Jahr 1995.

## Handlung
Beim Fall der Berliner Mauer am 9. November 1989 läuft Klaus Uhltzscht untenherum nackt in den Westen. Keiner will ihm glauben, er sei dafür verantwortlich, dass die Mauer gefallen ist, weswegen er nun seine Geschichte erzählt.
Klaus wird in eine politische Welt geboren, am 20. August 1968, als die Panzer an seinem Haus vorbeifahren, um den Prager Frühling zu beenden. Mit seinen Eltern wohnt er später direkt gegenüber der Stasi und wird in der Schule darüber aufgeklärt, dass gerade ein großer Kampf zwischen Kapitalismus und Sozialismus herrsche. Er ist ein stolzer Thälmannpionier und ein miserabler Schwimmer. Als die neue Schülerin Yvonne Anders in seine Klasse kommt, verbringt er Zeit mit ihr und verliebt sich in sie. Yvonne möchte unbedingt irgendwann einmal nach Holland, wo es Tulpenfelder gibt. Doch nachdem er sie beim Schaukeln am Kopf trifft, sie verletzt und ihr Vater sauer auf ihn ist, muss er nach einem Aufenthalt im Ferienlager feststellen, dass sie weggezogen ist. Schon früh hat Klaus die Neigung, alles Mögliche zu protokollieren, und er ist Zeuge davon, wie Menschen um ihn herum abgeholt werden.
So fällt es ihm auch nicht schwer, nach der Schulzeit bei der Stasi anzufangen. Nachdem Oberleutnant Gollasch ihn anspricht, er seine Grundausbildung bei der NVA absolviert und er kurz darauf feststellt, dass sein Vater ebenfalls bei der Stasi arbeitet, wird Klaus zur Postabteilung geschickt, wo er unter der Führung von Major Wunderlich seine Ausbildung absolviert. Dank seines Talents und seiner klugen Bemerkungen – wie etwa, dass „jede leere Seite ein potentielles Flugblatt“ ist – beendet er seine Ausbildung mit Erfolg und begleitet fortan Wunderlich und seine Offiziere bei ihren Observierungsmissionen. Dabei überrascht ihn, dass er plötzlich Yvonne wiederentdeckt. Er folgt ihr – mit einem Zwischenstopp bei Achim Mentzel – und muss feststellen, dass sie im Untergrund arbeitet. Bei den Dissidenten herrscht Papierknappheit, und so rät er den Oppositionellen nicht nur, dass „jede leere Seite eine potentielle Flugschrift ist“, sondern auch, dass Kämpfen wichtiger als Unterschriftenaktionen sei.
Davon ist Yvonne so begeistert, dass sie ihn zu sich nach Hause einlädt. Doch anstatt Sex mit ihr zu haben, gesteht er ihr, dass er bei der Stasi arbeitet, woraufhin der Kontakt erst einmal abbricht. Einige Tage später wird Klaus von zuhause abgeholt. Er liefert eine Blutspende für Erich Honecker, sodass dieser überleben kann. Als Nebenwirkung erhält er einen Blutstau im Penis. Im Krankenhaus beichtet er seiner Mutter, dass auch er für den Fall der Mauer ist. Bei der folgenden Observierung eines Individuums im U-Bahnhof Alexanderplatz kommt es zu einer Rangelei zwischen der Stasi und den Passanten, als das Individuum nach Hilfe schreit. Unter den Passanten befindet sich auch Yvonne, sodass Klaus seine eigenen Leute angreift, um ihr zur Flucht zu verhelfen. Anschließend läuft er selbst zur Mauer; diese bleibt allerdings verschlossen. Mit einem Trick – Klaus lässt die Hosen herunter – wird die Mauer geöffnet und Klaus sucht Yvonne in West-Berlin. Aber er findet sie erst in Holland, wo er sie auf einem Tulpenfeld in die Arme nimmt und küsst.

## Kritiken
„Glänzende Komödie nach dem gleichnamigen Bestseller von Thomas Brussig, die es hervorragend versteht, sensibel und unterhaltsam die bizarre Charakteristik der ostdeutschen Alltagswelt zu rekonstruieren – und gleichzeitig zu demontieren.“

„Der Zuschauer pendelt zwischen Sentimentalität und Grauen. […] Das ist sehr fleißig, und man merkt auch, wohin die Reise gehen sollte. Aber der Film wirkt, als musste er zur Feierstunde noch schnell fertig werden. Es gibt keine Handlung, auch ‚Sonnenallee‘ hat ja keine erwähnenswerte Handlung. Aber ‚Sonnenallee‘ ist wenigstens Kino. Ein Popcorn-Film mit coolen Tanzszenen, den man sich auch drei-, viermal ansehen kann. Man bekommt gute Laune bei ‚Sonnenallee‘; ‚Helden wie wir‘ aber swingt nicht, der Film steht irgendwann auf der Stelle und langweilt.“

„In Helden wie wir ist der Mief nicht einfach nur komisch. Er trübt die Bilder, lässt sie kränklich aussehen, genialisch-dilettantisch und ein bisschen verblasst, als wär's ein DDR-Fernsehfilm. Schwarzweißmaterial, Trickaufnahmen, Originaldokumente, Video, Handkamera, Animation, Kitsch und Kolportage: Der Film ist keine lineare Erzählung aus dem Tal der Ahnungslosen, sondern fortgesetzter Stilbruch – Resteverwertung zum Zweiten“

„Ein erfahrener Regisseur hätte vermutlich geahnt, dass es mit der Adaption dieser aufs Wort setzenden Story seine Tücken haben würde. Der aus Hamburg gebürtige, an der Babelsberger Filmhochschule ausgebildete Cutter Sebastian Peterson machte sich dagegen frisch ans Erstlingswerk, beschnitt den Stoff um wichtige Passagen, fügte ihm eine konstruierte Liebesgeschichte hinzu und reicherte ihn in leider unerreichter ‚Forrest Gump‘-Manier um Dokumentar- und Trickfilmsequenzen an. Das zeitigt anfangs durchaus lustige Wirkungen. Doch spätestens nach Klaus Uhltzschts Eintritt ins Mielke-Bataillon wird die Geschichte flach, banal und langweilig. Dazu trägt nicht unerheblich eine Riege drittklassiger, zudem schlechtgeführter Schauspieler bei.“

## Hintergrund
Der Film startete am 10. Jahrestag des Falls der Berliner Mauer, am 9. November 1999, in den deutschen Kinos. Seit dem 18. Dezember 2000 ist der Film auf DVD erhältlich.